# Matsucoccus apachecae
Matsucoccus apachecae är en insektsart som beskrevs av Ray 1984. Matsucoccus apachecae ingår i släktet Matsucoccus och familjen pärlsköldlöss. Inga underarter finns listade i Catalogue of Life.